# Torneo de las Cuatro Naciones 1900
El Torneo de las Cuatro Naciones de 1900 (Home Nations Championship 1900) fue la 18° edición del principal Torneo del hemisferio norte de rugby.
El campeonato fue ganado por la selección de Gales.

## Clasificación
| Lugar | Selección  | Partidos | Partidos | Partidos  | Partidos | Puntos  | Puntos    | Puntos | Tabla de puntos |
| Lugar | Selección  | Jugados  | Ganados  | Empatados | Perdidos | A favor | En contra | dif.   | Tabla de puntos |
| ----- | ---------- | -------- | -------- | --------- | -------- | ------- | --------- | ------ | --------------- |
| 1     | Gales      | 3        | 3        | 0         | 0        | 28      | 6         | +22    | 6               |
| 2     | Inglaterra | 3        | 1        | 1         | 1        | 18      | 17        | +1     | 3               |
| 3     | Escocia    | 3        | 0        | 2         | 1        | 3       | 12        | -9     | 2               |
| 4     | Irlanda    | 3        | 0        | 1         | 2        | 4       | 18        | -14    | 1               |

## Resultados
| 6 de enero | Inglaterra | 3 - 13 | Gales | Gloucester, |  |

| 27 de enero | Gales | 12 - 3 | Escocia | Swansea, |  |

| 3 de febrero | Inglaterra | 15 - 4 | Irlanda | Richmond, |  |

| 24 de febrero | Irlanda | 0 - 0 | Escocia | Dublín, |  |

| 10 de marzo | Escocia | 0 - 0 | Inglaterra | Edimburgo, |  |

| 17 de marzo | Irlanda | 0 - 3 | Gales | Belfast, |  |

## Premios especiales
- Triple Corona:  Gales